# Ичэн (Цзаочжуан)
Ичэ́н (кит. упр. 峄城, пиньинь Yìchéng) — район городского подчинения городского округа Цзаочжуан провинции Шаньдун (КНР). Название района означает «город И» и связано с тем, что в своё время здесь размещались власти уезда Исянь и области Ичжоу.

## История
В древние времена на этих землях существовал уезд Ч(ж)энсянь (в разных документах его название записывалось чуть-чуть по-разному: 承县, 丞县 или 氶县). Когда эти места были захвачены чжурчжэнями, то уезд был в 1195 году переименован в Ланьлин (兰陵县). В начале XIII века была создана область Ичжоу (峄州), органы правления которой разместились именно в этих местах. При правлении монголов уезд Ланьлин был в 1265 году расформирован, и земли перешли под непосредственное управление областных структур. После образования империи Мин в связи с тем, что в составе области не было ни одного уезда, она в 1369 году была понижена в статусе до уезда — так появился уезд Исянь (峄县).
В 1950 году был образован Специальный район Тэнсянь (滕县专区), и уезд Исянь вошёл в его состав. В 1953 году Специальный район Тэнсянь и Специальный район Хуси (湖西专区) были объединены в Специальный район Цзинин (济宁专区). В 1958 году власти уезда Исянь переехали в посёлок Цзаочжуан.
В январе 1960 года уезд Исянь был расформирован, а вместо него создан городской уезд Цзаочжуан. В сентябре 1961 года Цзаочжуан был выведен из-под юрисдикции Специального района Цзинин и подчинён напрямую властям провинции Шаньдун; в административном плане он был разделён на четыре района, одним из которых стал район Ичэн.

## Административное деление
Район делится на 2 уличных комитета и 5 посёлков.